# Родріго Доурадо
Родріго Доурадо (порт. Rodrigo Dourado, нар. 17 червня 1994, Пелотас) — бразильський футболіст, півзахисник клубу «Інтернасьйонал».
Виступав, зокрема, за олімпійську збірну Бразилії.
У складі збірної — олімпійський чемпіон. 

## Клубна кар'єра
Народився 17 червня 1994 року в місті Пелотас. Вихованець місцевої юнацької команди «Пелотас».
У дорослому футболі дебютував 2012 року виступами за команду клубу «Інтернасьйонал», кольори якої захищає й донині.

## Виступи за збірні
2011 року дебютував у складі юнацької збірної Бразилії, взяв участь у 4 іграх на юнацькому рівні.
2016 року захищав кольори олімпійської збірної Бразилії. У складі цієї команди провів 1 матч. У складі збірної — учасник футбольного турніру на Олімпійських іграх 2016 року у Ріо-де-Жанейро.

## Статистика виступів

### Статистика клубних виступів
| Сезон             | Команда           | Чемпіонат         | Чемпіонат | Чемпіонат | Національний кубок | Національний кубок | Континентальні кубки | Континентальні кубки | Інші змагання | Інші змагання | Усього | Усього |
| Сезон             | Команда           | Ліга              | Ігор      | Голів     | Ігор               | Голів              | Ігор                 | Голів                | Ігор          | Голів         | Ігор   | Голів  |
| ----------------- | ----------------- | ----------------- | --------- | --------- | ------------------ | ------------------ | -------------------- | -------------------- | ------------- | ------------- | ------ | ------ |
| «Інтернасьйонал»  | 2012              | Серія A           | 1         | 0         | 0                  | 0                  | 0                    | 0                    | 1             | 0             | 2      | 0      |
| «Інтернасьйонал»  | 2013              | Серія A           | 0         | 0         | 0                  | 0                  | 0                    | 0                    | 2             | 0             | 2      | 0      |
| «Інтернасьйонал»  | 2014              | Серія A           | 0         | 0         | 0                  | 0                  | 0                    | 0                    | 3             | 0             | 3      | 0      |
| «Інтернасьйонал»  | 2015              | Серія A           | 30        | 1         | 4                  | 0                  | 8                    | 0                    | 12            | 0             | 54     | 1      |
| «Інтернасьйонал»  | 2016              | Серія A           | 23        | 0         | 4                  | 0                  | 0                    | 0                    | 12            | 2             | 39     | 2      |
| Усього за кар'єру | Усього за кар'єру | Усього за кар'єру | 54        | 1         | 8                  | 0                  | 8                    | 0                    | 30            | 2             | 100    | 3      |

## Титули і досягнення
- Олімпійський чемпіон (1): 2016
- Чемпіон Південної Америки (U-17) (1): 2011